# Тіні повзуть
Тіні повзуть (азерб. Kölgələr sürünür) — радянський чорно-білий художній фільм-драма 1958 року, знятий на Бакинській кіностудії.

## Сюжет
Молодий учений Джамал Західов переконаний, що руїни стародавнього міста Арана знаходяться на території Азербайджану. Повернувшись з фронту, він дізнається, що зібрані ним наукові матеріали про стародавнє місто зникли, а його кохана дівчина, дочка професора Сардарли, вийшла заміж за вченого-історика Джавадова. Джавадов у своїй дисертації стверджує, що місто Аран перебувало за межами Азербайджану. Західов домагається організації нової експедиції в район передбачуваного ним місцезнаходження Арана. Друг Західова, молодий археолог Джаліл, прекрасно знає і геологію. Породи, випадково знайдені ним біля підніжжя Гизил-Гая, на його думку містять цінні матеріали. Але Імам-заде, таємний агент іноземної розвідки, викрадає ці зразки. Учасники експедиції знайомляться зі старим Муртузом. Старий впізнає в Імам-заде сина Сулейман-бека, колишнього правителя тутешніх місць, який вбив геолога Карімова, що проводив тут у 1920 році вишукувальні роботи. Зрозумівши, що він викритий, Імам-заде підриває печеру, прагнучи знищити експедицію. Але місцеві жителі рятують учасників експедиції. Імам-заде затримують співробітники МДБ. У породах, знайдених Джалілом на місці розкопок, було виявлено уран…

## Творці фільму

### У ролях
- Ісмаїл Дагестанли — Західов
- Алескер Алекперов — Рашид Сардарли
- Алі Зейналов — Імам-заде
- Мовсун Санані — Джавадов
- Лейла Бадирбейлі — Лейла
- Мірза Бабаєв — Джаліл
- Сурая Гасимова — Афат
- Алекпер Гусейнзаде — Муртуз
- Мамедрза Шейхзаманов — Гафар Ніязов
- Рахіля Джаббарова — Джаган
- Мінавар Калантарлі — Масма
- І. Тагізаде-Амірахов — епізод
- Осман Хеггі — Салім
- Ашраф Юсіфзаде — епізод
- Барат Шекінська — Гатіба
- С. Касієва — епізод
- Сулейман Тагізаде — епізод
- Агахусейн Джавадов — робітник
- П. Юдін — англієць
- Ахмед Ахмедов — епізод
- Бахадур Алієв — робітник
- Гаджимамед Кафказли — робітник
- В. Меджнунбекова — епізод
- Ф. Хашимов — епізод
- Ісмаїл Ефендієв — Карім
- Алігейдар Хасанзаде — гість

#### Ролі дублювали
- Окума Гурбанова — Афат (Сурая Гасимова)

### Знімальна група
- Автор сценарію: Гилман Мусаєв
- Режисери-постановники: Ісмаїл Ефендієв, Шуа Шейхов
- Оператор-постановник: Аскер Ісмаїлов
- Художник-постановник: Мамед Хусейнов
- Композитор: Рауф Гаджиєв
- Автор тексту пісні: Расул Рза
- Звукооператор: В. Ішутіїн
- Режисер: Юсіф Юлдуз
- Редактор: Ахмедага Гурбанов
- Консультанти: Г. Султанов (доктор геологічних наук), Т. Буньядов (історик)
- Оркестр: Азербайджанський державний симфонічний оркестр імені Узеїра Гаджибекова
- Диригент: Ніязі
- Директор фільму: Алі Мамедов
- У фільмі співають: Шовкет Алекперова, Мірза Бабаєв